# Ла Фаторија ди Вигефио (Парма)
Ла Фаторија ди Вигефио је насеље у Италији у округу Парма, региону Емилија-Ромања.
Према процени из 2011. у насељу је живело 15 становника. Насеље се налази на надморској висини од 90 м.